# Sof pasuq
| ֽ | Sof pasuq       |  | ֑   | Etnachta            |
| ֶ | Segol (Trope)   |  | ֓ ׀ | Schalschelet gedola |
| ֔ | Zaqef qaton     |  | ֕   | Zakef gadol         |
| ֗ | Rewia           |  | ֖   | Tipcha              |
| ֮ | Zarqa (Trope)   |  | ֙   | Paschta             |
| ֚ | Jetiw           |  | ֛   | Tewir               |
| ֜ | Geresch (Trope) |  |    | Gerschajim (Trope)  |
| ֡ | Pazer           |  | ֟   | Qarne para          |
| ֠ | Telischa gedola |  | ֣ ׀ | Munach Legarmeh     |

| ֣ | Munach           |  | ֤ | Mahpach         |
| ֥ | Mercha           |  | ֦ | Mercha kefula   |
| ֧ | Darga (Trope)    |  | ֨ | Qadma           |
| ֩ | Telischa qetanna |  | ֪ | Jerach ben jomo |
| ֖ | Majela (Trope)   |  |  |                 |

| ֽ   | Sof pasuq        |  | ֫ ֥  | Ole we-Jored        |
| ֑   | Etnachta         |  | ֗   | Rewia gadol         |
| ֝ ֗  | Rewia Mugrasch   |  | ֓ ׀ | Schalschelet gedola |
| ֮   | Zarqa (Trope)    |  | ֗   | Rewia qaton         |
| ֭   | Dechi            |  | ֡   | Pazer               |
| ֤ ׀ | Mahpach legarmeh |  | ֨ ׀ | Asla legarmeh       |

| ֣ | Munach        |  | ֥ | Mercha       |
| ֬ | Illuj         |  | ֖ | Tipcha       |
| ֢ | Atnach hafuch |  | ֤ | Mahpach      |
| ֨ | Qadma         |  | ֓ | Schalschelet |
| ֘ | Zinnorit      |  |  |              |

## Begriffe
| Trope                                                                          |
| ------------------------------------------------------------------------------ |
| von altgriechisch τρόπος tropos über jiddisch טראָפּ trop dt.: Betonung, Melodie |

Übersetzt bedeutet Sof pasuq ‚Ende des Verses‘. In der aschkenasischen Tradition wird das Zeichenpaar Sof pasuq oder Silluq genannt. In der sephardischen und italienischen Tradition wird es Sof pasuq genannt. Die Tabula accentuum schreibt lateinisch Silluq, semper notat finem versus (Sôp̄ pāsûq) ‚Sillûq, stets am Ende des Verses (Soph pasuq) notiert‘.

## Symbol
Das Symbol besteht aus einer Kombination von zwei Zeichen: dem eigentlichen Silluq-Zeichen, einem kleinen senkrechten Strich unter der betonten Silbe und dem eigentlichen Sof-pasuq-Zeichen, einem Doppelpunkt hinter demselben Wort. Silluq ֽund Meteg מֶתֶג haben das gleiche Symbol. Sie werden nur durch ihre Stellung unterschieden.

## Silluq und Meteg
Meteg wird benutzt bei besonders langen Wörtern oder bei Wortgruppen, die mit Maqqef verbunden sind, um eine Nebenbetonung anzuzeigen. Wenn Silluq und Meteg zusammen auf einem Wort vorkommen, dann steht Meteg vor Silluq. Jacobson illustriert dies mit לְעֵֽינֵיהֶֽם an einem akademischen Beispiel. (Das Wort kommt in der BHS nicht mit Meteg und Silluq vor.) Silluq und Sof Pasuq kommen stets zusammen vor, und Sof Pasuq niemals alleine mit Meteg.

## Sof parascha
Sof parascha (סוֹף פָּרָשָׁה) ist eine besondere Form des Sof pasuq. Damit wird das Ende einer Parascha, also einer einzelnen Toravorlesung gekennzeichnet. Sof parascha wird in einer anderen Melodie gesungen, um damit das Ende der Lesung anzudeuten. Sof parascha kann bei verschiedenen Versen eingesetzt werden, die auf verschiedenen Leseplänen basieren, so bei der vollständigen Parascha am Schabbat Schacharit, oder auch bei einer teilweisen Toravorlesung, wie Werktags, am Schabbat Mincha, bei ausgewählten Feiertagen oder im Dreijahreszyklus.
Ein Sof parascha kommt in zwei verschiedenen Formen vor. Mit ◌ֽ׃פ wird eine Petucha (hebräisch פְּתוּחַ ‚offen‘ – ein Oberabschnitt) abgeschlossen. Diese kann bei Bedarf in Unterabschnitte gegliedert sein. Ein solcher Unterabschnitt wird als Setuma (zu hebräisch סָתוּם satum, deutsch ‚geschlossen‘) bezeichnet und mit ◌ֽ׃ס abgeschlossen. Diese Markierungen finden sich so in der BHS. Sie dürfen nicht mit der Randmasora פרש und ס֡ verwechselt werden, mit der wöchentliche Leseabschnitte („Paraschen“ und „Sedarim“) markiert sind.

## Sof sefer
Eine weitere Version des Sof pasuq stellt das Betonungszeichen als Sof sefer (סוֹף סֵפֶר) dar. Am Ende eines jeden der fünf Bücher der Tora wird eine besondere Melodie eingesetzt. Damit sollen die Worte חָזָק חָזָק וְנִתְחַזֵּק Chasaq chasaq wenitchasseq, deutsch ‚Sei stark, sei stark, wir wollen uns stark machen.‘ betont werden. Ein Analogon findet sich in 1. Chr. 19,13 . Die Aufforderung bezieht sich jedoch auf Josua 1,6  (חֲזַק וֶאֱמָץ ‚Sei stark und mutig‘). Dem traditionellen Verständnis nach hält Josua die Rollen der Tora in der Hand, während er den Segen empfängt. Die Worte werden nach dem Schlusswort zunächst von der Gemeinde vorgetragen und dann durch den Vorsänger wiederholt.

## Grammatik
Sof pasuq ist ein Trennungszeichen der obersten Ebene, das stärkste aller Trennungzeichen, und ist in der Hierarchie der Zeichen zusammen mit Etnachta ein Kaiser. Es entspricht einem Punkt und schließt einen Satz ab. Nach Sof pasuq folgt bei der Lesung immer eine Atempause, manche Worte erscheinen daher bei Sof pasuq in Pausalformen.

### Kombinationsmöglichkeiten
| Sof pasuq/Silluq | Mercha | Tipcha | Mercha |
| ---------------- | ------ | ------ | ------ |
| ׃ ֽ               | ֥       | ֖       | ֥       |

Sof pasuq/Silluq tritt auch mit einem vorhergehenden Mercha, Tipcha und Mercha auf, und zwar in dieser Reihenfolge, dabei entweder alle oder einige von ihnen. Allerdings unterscheiden sich die Gebetsmelodien der Tropen Mercha und Tipcha in der Sof-Pasuq-Gruppe von der in der Etnachta-Tropengruppe. Insgesamt gibt es fünf Alternativen.
Jacobson illustriert die Kombination bestehend aus Silluq und Mercha an den Beispielen Lev 16,13  וְלֹ֥א יָמֽוּת׃, Lev 17,1  אֶל־מֹשֶׁ֥ה לֵּאמֹֽר׃, Gen 12,6 אָ֥ז בָּאָֽרֶץ׃, Gen 13,6  לָשֶׁ֥בֶת יַחְדָּֽו׃, Gen 20,13  אָחִ֥י הֽוּא׃, Gen 9,26  (עֶ֥בֶד לָֽמֹו׃).

## Vorkommen
Sof pasuq ist das häufigste aller Zeichen und kommt in jedem Satz vor. Die Tabelle zeigt das Vorkommen von Sof pasuq in den 21 Büchern.
| Teil des Tanach   | Sof pasuq |
| ----------------- | --------- |
| Tora              | 5852      |
| Vordere Propheten | 4318      |
| Hintere Propheten | 4975      |
| Ketuvim           | 3599      |
| Gesamt            | 18744     |

## In den poetischen Büchern
Sof pasuq/Silluq zählt zu den Ta’amei Sifrei Emet, den Zeichen der drei poetischen Bücher Ijob אִיוֹב = Aleph, Sprichwörter מִשְלֵי (Mischle) = Mem und Psalmen תְהִלִּים (Tehilim) = Taw, dazu kommen noch Vokale, um den Begriff aussprechen zu können.
Die Funktion von Sof pasuq/Silluq ist ähnlich wie in den 21 Büchern, Silluq ist jedoch der einzige Trenner der obersten Ebene (Kaiser). Ein Vers kann in ein, zwei oder drei Abschnitte oder Stichen unterteilt werden. Es gibt Verse, die kein Etnachta haben, Verse mit zwei Abschnitten werden mit Etnachta unterteilt und Verse mit drei Abschnitten beenden den ersten Teil mit Ole we-Jored, den zweiten mit Etnachta und den letzten mit Sof pasuq. Die Trennung durch Ole we-Jored hat dabei ein stärkeres Gewicht als eine Trennung durch Etnachta.
Sof pasuq kann ohne Konjunktionen sein oder kann mehrere vorangehende konjunktive Zeichen haben. Häufig ist es ein Mercha oder Munach und seltener ein Illuj. Falls zwei Konjunktionen auftauchen, ist es meistens Munach mit einem vorhergehenden Tarcha. Mehr als zwei konjunktive Zeichen sind selten und in solchen Fällen ist ein anderer vorangehender Trenner aus musikalischen Gründen ausgefallen, sodass stattdessen nur dessen Konjunktionen stehen bleiben.

### Vorkommen
Die Tabelle zeigt das Vorkommen von Sof pasuq/Silluq in den drei poetischen Büchern.
| Teil des Tanach | Sof pasuq/Silluq |
| --------------- | ---------------- |
| Psalmen         | 2527             |
| Ijob            | 1023             |
| Sprüche         | 915              |
| Gesamt          | 4465             |